# Neopets: The Darkest Faerie
Neopets: The Darkest Faerie — приключенческая игра франшизы Neopets, разработанная Idol Minds и изданная Sony Computer Entertainment для PlayStation 2 в 2005 году.

## Сюжет
Действие игры разворачивается в Неопии во вселенной Neopets. В основе сюжета лёг рассказ, написанный создателем Neopets Адамом Пауэллом.
Давным-давно тёмная фея предприняла неудачную попытку захватить королевство. В результате она была заключена в темницу на дне Маракуанского моря, а её имя было стёрто из истории. Спустя тысячу лет заклинание, державшую фею в заключении, ослабело и развеялось, что позволило ей сбежать. Тёмная фея снова намеревается захватить королевство Неопия и отомстить заключившей её фее Фьоре.

## Разработка
Изначально игра разрабатывалась студией The Code Monkeys для PlayStation, но была отменена в пользу версии для PlayStation 2. По словам команды Neopets, игра «не смогла бы достичь всего, что мы хотели, на PS1», а смена платформы позволит им значительно улучшить графику.

## Оценки
| Сводный рейтинг    | Сводный рейтинг |
| Агрегатор          | Оценка          |
| ------------------ | --------------- |
| GameRankings       | 64,93 %         |
| Metacritic         | 61/100          |
| Иноязычные издания |                 |
| Издание            | Оценка          |
| G4                 | [ 6 ]           |
| GameSpot           | 6,1/10          |
| GameZone           | 6,2/10          |
| IGN                | 6,5/10          |
| OPM                | [ 10 ]          |
| X-Play             | [ 11 ]          |

Игра получила посредственные отзывы критиков; средний балл на сайте агрегатора обзоров Metacritic составляет 61 из 100.